# Аян (источник)
Аян (также Аянский источник; укр. Аян, крымскотат. Ayan, Аян) — источник в Главной гряде Крымских гор, расположен в ущелье на северном склоне нижнего плато Чатыр-Дага и его отрога Тазтау, исток реки Аян на высоте 486 м над уровнем моря. Аян — самый мощный карстовый источник Чатыр-Дага с расходом воды 0,02 — 30,8 м³/с (в зависимости от времени года).

## Название
Согласно одной из версий, название Аян взято из крымскотатарского языка и переводится как «явный». Согласно другой, название имеет греческое происхождение и означает «Святой Иоанн» (ай — сокращённая форма от айос — «святой», Ян — сокращённая форма имени Янис — Иоанн). Название выводят от бывшей в селении часовни Св. Иоанна (существует версия, что рядом с источником находился небольшой монастырь во имя Св. Иоанна (от которого к 1778 году остались руины)), передавший название источнику, реке и селу. Д. Соколов в книге «Прогулка по Крыму с целью ознакомить с ним» 1869 года употреблял название Узень-Баш.

## Описание
Расположен в ущелье между нижним плато Чатыр-Дага и его отрогом массивом Таз-Тау. Вытекает из Аянской пещеры, уходящей вглубь на 560 метров и состоящей из 5 параллельных галерей, заложенных в различных тектонических блоках на отметках от −10 до +12 м по отношению к выходу источника, которые в сильные паводки почти полностью затапливаются водой. В отчёте гидрогеолога Таврической губернии Н. А. Головкинского «Источники Чатырдага и Бабугана» 1892 года родник назван «Исток р. Салгир», с температурой воды 9,2 °C, а расход воды, уже при деревне Аян — 499540 вёдер в сутки. Также началом Салгира источник считали профессор Н. И. Каракаш в 1904 году и гидролог Н. В. Рухлов в 1915 году, публикуя данные о работе Н. И. Каракаша по исследованиям источника для проекта водоснабжения Симферополя: дебет источника с 10 мая по 6 июля 1904 года составлял минимум 297782, максимум — 14000000 вёдер в сутки, тогда же была установлена тесная зависимость выхода воды не только от дождей, но даже от интенсивности выпадения росы и туманов на Чатыр-Даге, и определена быстрота появления этой влаги в источнике.

## История
Существует версия, что во время Крымского ханства татарская знать часто устраивая гуляния у источника, а после присоединения Крыма к России Аян стал самым посещаемым источником полуострова, о нём писали многие знаменитые путешественники. Письменное свидетельство оставил Шарль Монтандон в своём «Путеводителе путешественника по Крыму, украшенный картами, планами, видами и виньетами…» 1833 года 
Округлые скалы, образующие глубокое ущелье, из которого вытекает Салгир, совершенно лишены растительности, и нет ничего, что оживило бы вид или наполнило воображение. Источник заключен в пещере, освещенной несколькими довольно большими отверстиями. … Вытекая оттуда, вода образовывает довольно значительную поверхность, прежде чем устремится по естественному руслу, проложенному в известняке, из которого сложены окрестные скалы.
Жильбер Ромм, побывавший здесь в 1786 году, писал по-французски, его рукопись была переведена на русский язык и издана только в 1941 году:
Яма настолько глубока, что я не мог своей тростью нащупать дно. Вода бьет из глубины, крутит и образует небольшие пороги. В прежние времена поток был, очевидно, гораздо сильнее, потому что боковая стенка свода пещеры во многих местах прорвана насквозь. Вытекая из ущелья и соединяясь с другими соседними ручьями, поток образует Салгир.
 Первое описание источника «для широкой публики» оставил П. И. Сумароков в книге 1800 года «Досуги крымского судьи или второе путешествие в Тавриду».
В 1825 году об Аяне краткую запись в дневнике сделал Грибоедов:
Пещера, вход с двух сторон; спереди с шумом извергается источник, слева род окошка; мы, разутые, лезем в него, цепляемся по голым камням, над нами свод, летучая мышь прилеплена к стене возле, и внутренняя продолговатая пещера позади нас. Вода холодная, как лёд.
В собственно источник освещался во всех путеводителях по Крыму, начиная с первого подобного издания — путеводителя Шарля Монтандона 1834 года. В конце XIX века родник исследовал Н. А. Головкинский, а его описание источника вошло в путеводитель Сосногоровой:
Шум воды слышен издали, а вблизи почти нельзя разговаривать. Салгир разом вырывается сильным потоком из огромной промоины. Вода в промоине заметно синего цвета, что свидетельствует о чистоте и глубине её. В шумном потоке, который, пенясь и волнуясь, прыгает по обломкам скал, водится много форелей. Местные татары умеют легко ловить ее.
В работе 1894 года инженер А. В. Конради настаивал на создании своего рода гидропоста для регулярного измерения дебета источника.

## Аянский водопровод
Ещё в начале XX века городской управой было принято решение о строительстве водопровода от Аянского источника для водоснабжения Симферополя и в 1903 году в долине Салгира техник И. М. Педдакас провел соответствующие разведочные работы, а с 10 мая по 29 июня 1904 года местность Аяна исследовали геолог Н. И. Каракаш и студент П. А. Двойченко (в будущем известный крымский геолог). Но вскоре владелец местной земли генерал П. В. Попов запретил работы без какой-либо внятного объяснения. Вновь работы по строительству Аянского водопровода начались 16 апреля 1926 года и в 1928 году была закончена первая очередь каптажа, водопровода и водохранилища, торжественное открытие которой состоялось 11 ноября 1928, вторую водохранилища закончили к 1939 году. К источнику была проложена 3-х километровая дорога с 28-ми метровым туннелем, построен огромный каптаж в восточном стиле (вначале каптаж строили из камня, но после крымского землетрясения перестраховались и сделали железобетонный). Все работы в скалах производились вручную, дабы взрывами и тяжёлой техникой не повредить родник.